# Wir Kellerkinder
Wir Kellerkinder ist ein in Schwarzweiß gedrehter deutscher Spielfilm von und mit Wolfgang Neuss aus dem Jahr 1960, der sich satirisch mit der Zeit des Nationalsozialismus und der Nachkriegszeit in Deutschland beschäftigt und dabei den Versuch unternimmt, „Kabarett filmbar zu machen“. Die Hauptrollen sind neben Neuss mit Karin Baal, Ingrid van Bergen, Jo Herbst und Wolfgang Gruner besetzt.
Der Titel ist angelehnt an den Film Wir Wunderkinder (1958), an dem Neuss ebenfalls mitgewirkt hat. Die Premiere von Wir Kellerkinder fand am 26. Juni 1960 im Bayerischen Rundfunk statt. Kinostart war am 6. Oktober 1960.

## Handlung
West-Berlin im Jahr 1959: Ein Reporter der „Neuen Deutschen Schau“ (einer Wochenschau) wird von seinem Chef gebeten, Bilder über die in letzter Zeit vermehrt vorgekommenen Hakenkreuz-Schmierereien, die der „Minister für unser Inneres“ in einer Rede behandeln will, aus dem Archiv zu suchen. Man muss aber feststellen, dass solche Aufnahmen nur im Ausland existieren, nicht aber in den Archiven der BRD. Auch der Filmreferent des „Ministers für unser Inneres“ drängt darauf, das Problem im Sinne der Vergangenheitsbewältigung aufzugreifen. Um sich nicht zu blamieren, beauftragt man den Reporter Kemskorn und den Kameramann Keschke, entsprechendes Bildmaterial nachzustellen. Den ganzen Tag sind die beiden erfolglos auf der Suche nach einem Passanten, der für ein paar Mark ein Hakenkreuz an eine Wand schmiert. Da stoßen sie spätabends vor einer Jazzkneipe auf drei Männer, Macke, Arthur und Adalbert, begleitet von Nenne, einem jungen Mädchen. Macke geht auf das Angebot der Wochenschauleute ein und malt ein Hakenkreuz auf das Fenster eines Lokals, das seinem Vater gehört. Als sich ein Polizeiwagen nähert, fliehen alle in den Schutz des Jazzkellers – bis auf Nenne, die auf der Straße weitergeht.
In der Jazzkneipe verlangt Macke von den Filmleuten, dass sie aufzeichnen, was ihn dazu gebracht hat, ausgerechnet das Lokal seines Vaters mit einem Hakenkreuz zu kennzeichnen. Aus dieser Erzählung wird eine anderthalbstündige Geschichte.
Bereits als Kind in der NS-Zeit in Berlin entdeckte er die Segnungen des Kellers in dem Mietshaus, in dem die Familie lebte. Denn Macke war Mitglied im Jungvolk und begeisterter Trommler, der Keller wurde sein Übungsraum. Ab 1938 versteckte er den Kommunisten Knösel in seinem Keller vor den im Hause wohnenden Nazis, zu denen Ortsgruppenleiter Glaubke und auch Mackes Vater gehörten – ein kleiner Karrierist, der zum Blockwart aufstieg. Die Frau des Antiquitätenhändlers Briel gebar ihre Tochter Nenne während des ersten Fliegeralarms in Mackes Keller, während Knösel sich hinter der Kellertür versteckte. Er überlebte den Krieg in dem Keller; später verbarg Macke seinen Vater, der von der Polizei als Altnazi gesucht wurde, dort. Macke ging in den folgenden vier Jahren seinem Vater mit Drummer-Übungsstunden auf die Nerven – plante er doch, professioneller Jazzmusiker zu werden.
Eines Tages tauchte Knösel auf, um im Keller Erinnerungen aufzufrischen. Doch Macke verhielt sich seltsam gegenüber Knösel – weil er ja seinen Nazi-Vater im Keller versteckte. Die Konfrontation der beiden war unvermeidlich, am Schluss erhielt Macke von beiden Seiten Ohrfeigen, sowohl von seinem alten Freund Knösel als auch seinem Vater, da er beiden als Verräter ihrer jeweiligen Sache galt. Das ideologische Versteck- und Verwirrspiel brachte Macke kurz darauf ins Irrenhaus, wo er sich mit Adalbert und Arthur, zwei Leidensgenossen, anfreundete. In ihrer Freizeit spielten die drei zusammen Jazz. Sie entschieden, auch nach ihrer Entlassung zusammenzubleiben. Adalbert hatte nach dem Krieg als Toilettenmann im Münchner Hofbräuhaus gearbeitet. Er wurde aufgrund der Form seines Oberlippenbarts und seiner Frisur so lange für eine Reinkarnation Hitlers gehalten, bis er selber dachte, Hitler zu sein. Arthur war leidenschaftlicher Jazz-Pianist, hatte aber damit in der DDR seine Probleme; so flog er aus dem Theater der Courage in Cottbus und floh in den Westen. Alle drei sollten aus der Klapsmühle entlassen werden, wenn sie in Freiheit beweisen könnten, dass sie vollständig geheilt seien. Zwei Freigänge, zu denen die drei auf Anordnung des Anstaltsleiters Prof. Nürn nach München und Cottbus fuhren, scheiterten aber, weil Adalbert jeweils schwere Rückfälle erlitt und sowohl in der Hofbräuhaustoilette in München als auch im Cottbusser Theater einen Auftritt als Hitler lieferte. In Cottbus traf Macke Knösel, der nun Kulturpolitleiter war, und zu seiner großen Überraschung auch Ex-Nazi Glaubke, der mit seiner Schwester Almuth verheiratet war und in dem Theater als Regisseur arbeitete.
Der dritte Freigang führte nach West-Berlin. Mackes Vater war dort Besitzer einer gutgehenden Bar namens Fata Morgana und hatte für seinen Sohn gegenüber in dessen altem Keller einen Jazzclub eröffnet, den Nenne, die Tochter des Antiquitätenhändlers Briel, an seiner Stelle führte. Die Dreiercombo spielte nun im Jazzkeller auf, die Stimmung war bestens, der Sekt floss in Strömen. Zwischendurch tauchte Knösel auf. Macke erfuhr, dass der enttäuschte Ex-Kommunist nun in Köln lebte und zwei Bücher über den Pseudokommunismus geschrieben hatte. Ein Misston entstand, als ein Freund von Mackes Vater, Metzgermeister Zörrl, unbedingt Marschmusik verlangte – und sich kurzerhand selber an das Schlagzeug setzte, um den Badenweiler-Marsch – Hitlers Lieblingsmarscht – zu spielen. Daraufhin leerte sich das Lokal in kurzer Zeit, erst suchten die jungen Leute das Weite, dann kam es zu einem Streit zwischen Metzgermeister Zörrl und Antiquitätenhändler Briel. Briel verwahrte sich gegen die Schändung von Hitlers Andenken. Nach diesem Auftritt einschließlich Hitlergruß bewahrte Nenne ihren Vater nur mit Mühe vor der Einlieferung in eine Irrenanstalt, während Adalbert es schaffte, nicht als Hitler zu agieren – und stattdessen den Antiquitätenhändler in den Allerwertesten trat. Prof. Nürns Assistent Dr. Tanobren, der das Trio ständig begleitete und überwachte, erteilte sein Placet: die Probe war bestanden, alle drei konnten als geheilt entlassen werden. Sie waren erleichtert und wollten einen Spaziergang machen. Auf der Straße tauchten dann die beiden Wochenschauleute auf...
Mackes Rückblende endet hier. An der Kellertür klopft kurz danach die Polizei, die Nenne zuvor auf der Straße angehalten hatte – und es wird entschieden, dass die drei wegen der Hakenkreuzschmiererei wieder ins Irrenhaus gebracht werden. Der Film von Kemskorn und Keschke findet kein Interesse beim „Minister für unser Inneres“, er wird von diesem weitergereicht und am Ende achtlos weggeworfen.

## Hintergrund
Neuss hatte seinen mit nur 300.000 Mark produzierten Film, der zur Hälfte vom Fernsehen finanziert worden war, entgegen der gängigen Geschäftspraxis vor dem Kinostart im Fernsehen ausstrahlen lassen und provozierte damit einen Boykott des Films vonseiten der westdeutschen Kinobetreiber. Jedoch gelang es, einige Kinos für den Film zu gewinnen, wo er erfolgreich gezeigt wurde. Der Fall hatte größere Kreise gezogen, nachdem der Filmverleih Stella den Boykott der Kinobesitzer beim Bundeskartellamt unter Berufung auf einen Spiegel-Artikel angeprangert hatte. Daraufhin richtete das Kartellamt eine Nachfrage an den damaligen „Zentralverband der Deutschen Filmtheater e. V.“ (ZdF) unter Androhung einer Geldbuße von bis zu 50.000 Mark. Unter dem Druck des Kartellamts wurde der Boykott schließlich aufgehoben.
Unabhängig von der Auseinandersetzung oder gerade durch die öffentliche Diskussion wurde Wir Kellerkinder ein Erfolg. Die  Filmbewertungsstelle Wiesbaden verlieh „mit Vergnügen“ das Prädikat „Wertvoll“ und Kritiker lobten „den Schneid, die innere Wahrhaftigkeit, den erzieherischen Impetus und nicht zuletzt die stilvolle Kabarettistik“. Im Dezember 1960 Film des Monats der Evangelischen Filmgilde.

## Drehorte
Die Außenszenen rund um den Jazzkeller und die gegenüber liegende Fata Morgana Bar wurden in Berlin-Kreuzberg in der Friesenstraße gedreht, wie eine Einstellung mit Straßenschild verrät. Die genauen Drehorte sind anhand der Bildinformationen auch heute noch leicht ausfindig zu machen: Der Eingang zum Jazzkeller befand sich demnach im Haus mit der Hausnummer 4 (unter Umständen eine bloße Applikation an der Außenfassade des Hauses, das heute keinen solchen Kellerzugang aufweist). Das direkt gegenüber liegende Haus Nr. 24 indessen bot die Kulisse für die Bar.